# Бохнак Володимир Михайлович
Володи́мир Миха́йлович Бо́хнак (26 травня 1973, с. Мшанець, нині Тернопільського району Тернопільської області — 13 вересня 2022, н.п. Брускинське, Херсонська область) — український військовик, учасник російсько-української війни.

## Життєпис
Народився 26 травня 1973 року у селі Мшанець на Теребовлянщині. Працював зварювальником в приватній фірмі та доглядав за хворим інвалідом-шваґром. З початком війни раз по раз ходив до військкомату і просився, доки його не мобілізували 27 квітня 2022 року.
Служив головним сержантом, стрільцем-помічником гранатометника 24-ї окремої механізованої бригади імені короля Данила. Загинув 13 вересня 2022 року під час артилерійського обстрілу в районі населеного пункту Брускинське Херсонської області.
Похований 18 вересня 2022 року в рідному селі.

## Нагороди та вшанування
- «Почесний громадянин Теребовлянської міської територіальної громади» (2023)[2]
- Орден «Хрест Героя» 19 квітня 2024[3]
- у Мшанецькій школі курінь Пласту «Яструби» носить ім'я Володимира Бохнака[4]